# 1580
1589 (MDLXXX) a fost un an bisect al calendarului iulian, care a început într-o zi de vineri.

## Nașteri
- Matei Basarab, domnul Țării Românești (d. 1654)

## Decese
- 30 august: Emanuel Filibert, Duce de Savoia, 52 ani (n. 1528)
- 26 octombrie: Ana de Austria (n. Anna d'Àustria i d'Habsburg), 30 ani, a patra soție a regelui Filip al II-lea al Spaniei (n. 1549)